# Allégations de viol au Parlement australien

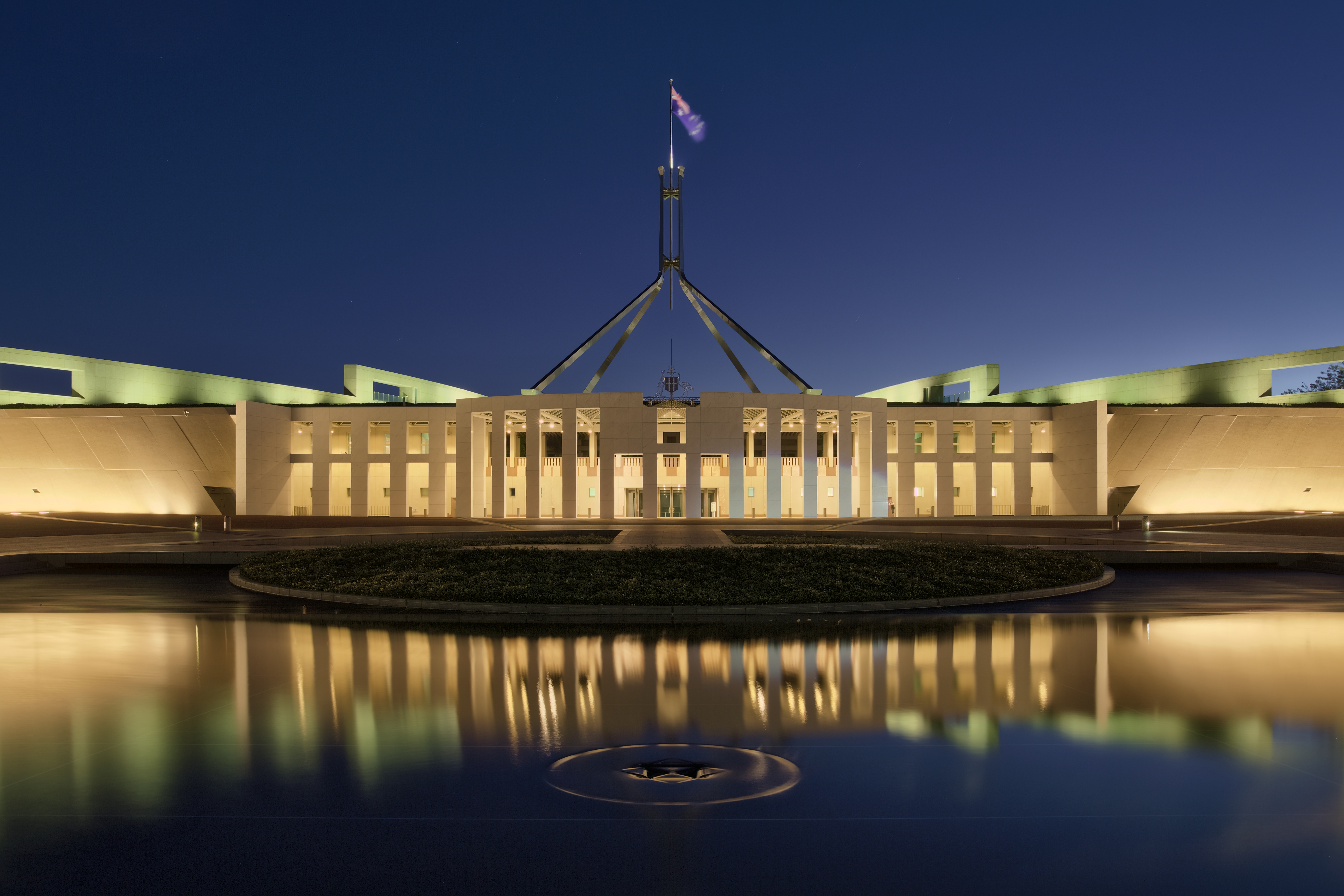
Parliament House à Canberra, siège du parlement australien.

Les scandales de viol du Parlement australien font référence aux événements faisant suite à des allégations rendues publiques le 15 février 2021 de viol d'un membre du personnel ministériel survenu au Parlement en mars 2019, et aux allégations ultérieures de viol historiques par de hauts membres du gouvernement, et d'une culture du travail parlementaire qualifiée de "sexiste et misogyne".
À la suite de la publicité initiale, au moins trois autres femmes ont déclaré avoir été agressées sexuellement par le même homme avant et après l'événement initialement signalé.
Vers le 26 février 2021, une lettre a été envoyée au Premier ministre et à plusieurs autres parlementaires par les amis d'une femme décédée en 2020. Elle avait fourni à son avocat une déclaration détaillée alléguant qu'elle avait été violée à Sydney en 1988 par un homme qui avait par la suite été élu au Parlement et était membre du Cabinet au moment de sa mort. La lettre a été transmise à la police de la Nouvelle-Galles du Sud, à la police d'Australie-Méridionale et à la police fédérale australienne. Christian Porter a révélé le 3 mars 2021 qu'il était le député décrit dans la déclaration, mais a nié l'accusation.